# Danmarksturneringen 1940-41
Danmarksturneringen 1940-41 var den 28. sæson om Danmarksmesterskabet i fodbold for herrer organiseret af DBU. Mesterskabet blev vundet af BK Frem. Det var Frems femte danske mesterskab.
Frem vandt mesterskabet ved at slå Fremad Amager i finalen d. 3. juni 1941 i Københavns Idrætspark i overværelse af 23.000 tilskuere.

På grund af Tysklands besættelse af Danmark blev den foregående sæsons turneringsstruktur suspenderet. De ti hold fra Mesterskabsserien 1939-40 og de ti hold fra 2. division plus de to kredsvindere fra 3. division. blev delt i tre geografiske kredse. Otte hold kvalificerede sig til et slutspil. Der var ingen nedrykning. 

Turneringsformatet fik siden tilnavnet "Krigsturneringen" og var i anvendelse indtil Tysklands besættelse af Danmark ophørte i 1945.

## Danmarksturneringen

### Kreds 1
Kredsen bestod af fem hold fra Jylland og to hold fra Fyn. De to bedste hold avancerede til slutspillet.
| Pos | Hold     | K  | V  | U | T  | M+ | M- | MR    | P  |              |
| --- | -------- | -- | -- | - | -- | -- | -- | ----- | -- | ------------ |
| 1   | B 1913   | 12 | 10 | 0 | 2  | 34 | 10 | 3,400 | 20 | Kvartfinaler |
| 2   | AaB      | 12 | 6  | 4 | 2  | 21 | 12 | 1,750 | 16 | Kvartfinaler |
| 3   | Vejen SF | 12 | 6  | 2 | 4  | 41 | 21 | 1,952 | 14 |              |
| 4   | B 1909   | 12 | 6  | 2 | 4  | 35 | 21 | 1,667 | 14 |              |
| 5   | AGF      | 12 | 5  | 3 | 4  | 16 | 35 | 0,457 | 13 |              |
| 6   | Vejle B  | 12 | 1  | 3 | 8  | 21 | 37 | 0,568 | 5  |              |
| 7   | AIA      | 12 | 0  | 2 | 10 | 11 | 43 | 0,256 | 2  |              |

1. ^ Oprykning til Kreds 1: 
De to bedste hold fra JBUs mesterrække 1940-41: Esbjerg fB og  Randers Freja
Vinderen af FBU Mesterrækken 1940-41: OB.

### Kreds 2
Kredsen bestod af to hold fra Lolland-Falster, to hold fra Sjælland, samt de tre københavnske hold ØB, KFUM og B 1908, som spillede i den næstbedste række sæsonen før. De to bedste hold avancerede til slutspillet.
| Pos | Hold         | K  | V  | U | T | M+ | M- | MR    | P  |              |
| --- | ------------ | -- | -- | - | - | -- | -- | ----- | -- | ------------ |
| 1   | ØB           | 12 | 10 | 0 | 2 | 57 | 22 | 2,591 | 20 | Kvartfinaler |
| 2   | KFUM         | 12 | 10 | 0 | 2 | 50 | 22 | 2,273 | 20 | Kvartfinaler |
| 3   | Helsingør IF | 12 | 6  | 0 | 6 | 40 | 36 | 1,111 | 12 |              |
| 4   | Nakskov B    | 12 | 6  | 0 | 6 | 31 | 33 | 0,939 | 12 |              |
| 5   | B 1908       | 12 | 4  | 0 | 8 | 22 | 39 | 0,564 | 8  |              |
| 6   | B 1901       | 12 | 3  | 0 | 9 | 27 | 39 | 0,692 | 6  |              |
| 7   | Korsør B     | 12 | 3  | 0 | 9 | 20 | 56 | 0,357 | 6  |              |

1. ^ Oprykning til Kreds 2: 

Vinderen af KBU A-rækken 1940-41: Dragør BK

Vinderen af LFBU Mesterrækken 1940-41: Toreby Grænge B

Vinderen af SBU Mesterrækken 1940-41: Slagelse B&I

### Kreds 3
Kredsen bestod af de otte bedst placerede hold fra København i sæsonen 1939-40. De fire bedste hold avancerede til slutspillet. 
De forsvarende danske mestre KB formåede ikke at kvalificere sig til slutspillet.
| Pos | Hold          | K  | V | U | T  | M+ | M- | MF  | P  | Kvalifikation eller nedrykning |
| --- | ------------- | -- | - | - | -- | -- | -- | --- | -- | ------------------------------ |
| 1   | BK Frem       | 14 | 9 | 2 | 3  | 41 | 21 | +20 | 20 | Kvartfinaler                   |
| 2   | B 1903        | 14 | 8 | 2 | 4  | 43 | 30 | +13 | 18 | Kvartfinaler                   |
| 3   | Fremad Amager | 14 | 7 | 4 | 3  | 40 | 28 | +12 | 18 | Kvartfinaler                   |
| 4   | B 93          | 14 | 6 | 5 | 3  | 30 | 25 | +5  | 17 | Kvartfinaler                   |
| 5   | KB (M)        | 14 | 6 | 1 | 7  | 31 | 41 | −10 | 13 |                                |
| 6   | Køge BK       | 14 | 5 | 1 | 8  | 42 | 42 | 0   | 11 |                                |
| 7   | AB            | 14 | 4 | 3 | 7  | 33 | 40 | −7  | 11 |                                |
| 8   | HIK           | 14 | 1 | 2 | 11 | 18 | 51 | −33 | 4  |                                |

## Kvartfinaler
Hold fra Kreds 3 (København) kunne ikke møde hinanden i kvartfinalerne.
| 22. maj 1941 Kl. 14.00 |

| AaB                                  | 2 - 5   | BK Frem                                                                                       |
| ------------------------------------ | ------- | --------------------------------------------------------------------------------------------- |
| Svend Frikke 33' · Carlo Winther 75' | (1 - 2) | Knud Larsen 3' · Johannes Pløger 30 (strf.), 68' · Helmuth Søbirk 59' · Erling Sørensen 78' · |

| Aalborg Stadion, Aalborg Tilskuere: 4.000 Dommer: Arnold Thisted, Hobro |

| 22. maj 1941 Kl. 13.15 |

| B 1903                                                         | 3 - 3 e.f.s.             | ØB                                           |
| -------------------------------------------------------------- | ------------------------ | -------------------------------------------- |
| Alex Friedmann 1-1' · Børge Mathiesen 2-1' · Erik Nielsen 3-2' | Ord. kamp: 3 - 3 (2 - 2) | Gunnar Olsen 7' · Harry Petersen 2-2, 3-3' · |

| Københavns Idrætspark, København Tilskuere: 4.500 |

| B 1903 gik videre efter lodtrækning. |

| 22. maj 1941 |

| B 1913                                                       | 3 - 4   | Fremad Amager                                                      |
| ------------------------------------------------------------ | ------- | ------------------------------------------------------------------ |
| Carl Poulsen 9' · Poul Nielsen 40' (strf.) · Herluf Skov 79' | (2 - 1) | Erik Rasmussen 38, 58' · Børge Rasmussen 51' · Oscar Thiesen 82' · |

| B 1913s bane, Odense Tilskuere: 5.000 Dommer: Ernst Hansen, Vejle |

| 22. maj 1941 Kl. 15.15 |

| B 93 | 0 - 4   | KFUM                                                                                          |
| ---- | ------- | --------------------------------------------------------------------------------------------- |
|      | (0 - 2) | Georg Nielsen 9' · Aksel Petersen 11' · Karl Aage Hansen 47' (strf.) · Albert Schønbech 55' · |

| Københavns Idrætspark, København |

## Semifinaler
| 25. maj 1941 Kl. 15.15 |

| KFUM             | 1 - 2   | BK Frem                                 |
| ---------------- | ------- | --------------------------------------- |
| Aage Nielsen 43' | (1 - 1) | Johannes Pløger 24' · Knud Larsen 86' · |

| Københavns Idrætspark, København Tilskuere: 9.000 |

| 25. maj 1941 Kl. 13.15 |

| B 1903             | 1 - 2   | Fremad Amager           |
| ------------------ | ------- | ----------------------- |
| Alex Friedmann 15' | (1 - 1) | Oscar Theisen 12, 80' · |

| Københavns Idrætspark, København |

## Finale
Med 23.000 tilskuere blev der sat tilskuerrekord for en kamp i Danmarksturneringen.
| 3. juni 1941 Kl. 19.00 |

| Fremad Amager                                | 2 - 4   | BK Frem                                                                            |
| -------------------------------------------- | ------- | ---------------------------------------------------------------------------------- |
| Owe Willumsen 30' (strf.) · Egon Rygaard 90' | (0 - 2) | Knud Larsen 28' · Erling Sørensen 41' · Johannes Pløger 64' · Helmuth Søbirk 81' · |

| Københavns Idrætspark, København Tilskuere: 23.000 Dommer: Valdemar Laursen |